# Peña Remoña
Peña Remoña es un pico enclavado en el Macizo Central de los Picos de Europa o  Macizo de los Urrieles, en Cantabria (España).
Esta montaña constituye una enorme pared caliza destacada en los praderíos del circo glaciar de Fuente Dé. Es precisamente en esta peña donde nace el río Deva, de donde deriva el topónimo Fuente Dé. En su desembocadura este río hace de divisoria entre Cantabria y Asturias.
Con 2247 m s. n. m., Peña Remoña representa el 3º pico más alto íntegro en territorio cántabro y el 19º considerando los compartidos con otras comunidades autónomas, en este caso Asturias.